# BALDR HEART
《BALDR HEART》是戲畫在2016年8月26日發售的戀愛冒險動作類型成人遊戲，BALDR系列的第7作。2016年12月22日發售Fan disc《BALDR HEART EXE》。

## 故事
府嶽傭兵瀧澤蒼，在一次任務中因為解救妖精受到傷害而使戰鬥用電子體（シュミクラム）失去戰鬥能力。退伍後回到故鄉海神，後來接到調查甲華學園的委託而潛入學園。

## 角色

### 主要角色
瀧澤蒼
原本是海神出身的府嶽傭兵，對於青梅竹馬的死去一直是心中的傷痛。
月詠（聲優：月影桃）
身高：167cm　 三圍：B84（C）/W58 /H84
蒼在海神收留的失憶少女。
天瀬茉緒（聲優：のはら桜花）
身高：158cm　 三圍：B78（B）/W57 /H82
甲華學園的學生會會長，學園生自衛團的發起人。
三納岸由梨（聲優：しぶさわゆきの）
身高：152cm　 三圍：B87（E）/W56 /H81
在傭兵訓練所時與蒼是同屆的搭檔，跟隨蒼退伍一起參與調查學園，以蒼同父異母的妹妹身份潛入學園。
鈴宮凪（聲優：奏雨）
身高：170cm　 三圍：B86（D）/W55 /H83
海神下期首領的繼任者，島民尊稱為「公主」。

### 其他角色
妖精（聲優：山吹莉茉）
身份不明的少女。後來與蒼的戰鬥用電子體同化，讓蒼回復原有的戰鬥能力。
岬（聲優：あじ秋刀魚）
蒼幼年時的青梅竹馬，在村莊遭到不明部隊襲擊時死去。
威廉（聲優：髭内惡太）
蒼的養父，30年前府海戰爭的海神英雄。
岩永礎（聲優：野☆球）
府嶽的中將指揮官，別名「將軍」（ジェネラル）。
海東直翔（聲優：鳴海耶由太）
海神出身的府嶽準尉。
芙蕾雅（聲優：大吟醸）
府嶽雇用的傭兵。
加藤（聲優：丼太郎）
委託蒼調查學園的代理人。

## 主題曲
片頭曲「Sign of Suspicion」
作曲/編曲：高瀨一矢，作詞/歌手：KOTOKO
片尾曲「In this World」
作曲/編曲：高瀨一矢，作詞/歌手：柚子乃

## 評價
《BALDR HEART》在Getchu.com舉辦的美少女遊戲大獎2016（美少女ゲーム大賞2016）中獲得綜合部門第7名、劇本部門第6名、系統部門第1名、音樂部門第7名、角色部門月詠第15名。《BALDR HEART EXE》在Getchu.com的2016年12月销量榜上排名第9名。

## 外部連結
- BALDR HEART官方網站 （页面存档备份，存于）（日語）
- BALDR HEART EXE官方網站 （页面存档备份，存于）（日語）